# Glenea elongatipennis
Glenea elongatipennis é uma espécie de escaravelho da família Cerambycidae e foi descrito por Stephan von Breuning em 1952.